# Fűz-tőkegomba
A fűz-tőkegomba (Pholiota conissans) a harmatgombafélék családjába tartozó, Eurázsiában honos, fűz és éger korhadó anyagán élő, nem ehető gombafaj. Egyéb elnevezései: lápi tőkegomba, kerti lánggomba.

## Megjelenése
A fűz-tőkegomba kalapja 2-5 (max. 7) cm széles, fiatalon harang alakú, majd domborúan, közel laposan kiterül. Felszíne nyálkás, tapadós, nem pikkelyes, sugárirányban finoman szálas. Széle sokáig kissé begöngyölt, peremén fátyolmaradványok lehetnek. Színe halvány okkersárgás, a közepe barnás
Húsa vékony, vizenyős, színe halványsárgás, a tönknél barnás. Íze enyhén keserű, szaga nincs.
Vékony, sűrűn álló lemezei tönkhöz nőttek, enyhén lefutók. Színük krémszínű, majd barnás.
Tönkje 3–7 cm magas 0,3-0,5 cm vastag. Alakja többé-kevésbé hengeres, szívós, többnyire több példány a tövénél összenő. Fiatalon a lemezeket pókhálószerű fátyol védi, a helyén maradó gallérzóna alatt a tönk szálas-pikkelyes. Színe halvány krémszínű, közepétől lefelé sötétedő vörösesbarnás.
Spórapora vörösbarna. Spórája ellipszoid, sima, mérete 6-7,5 x 3,5-4,5 µm.

### Hasonló fajok
Hasonlíthat hozzá az ehető ízletes tőkegomba, a nem ehető foltoslemezű lánggomba vagy a mérgező fenyves sisakgomba.

## Elterjedése és termőhelye
Eurázsiában honos. Magyarországon helyenként nem ritka.
Mocsaras helyeken fűz és éger bomló faanyagán, lombkorhadékán vagy füvek korhadékán nő nagy, sűrűn összenőtt csoportokban. Ősszel terem.

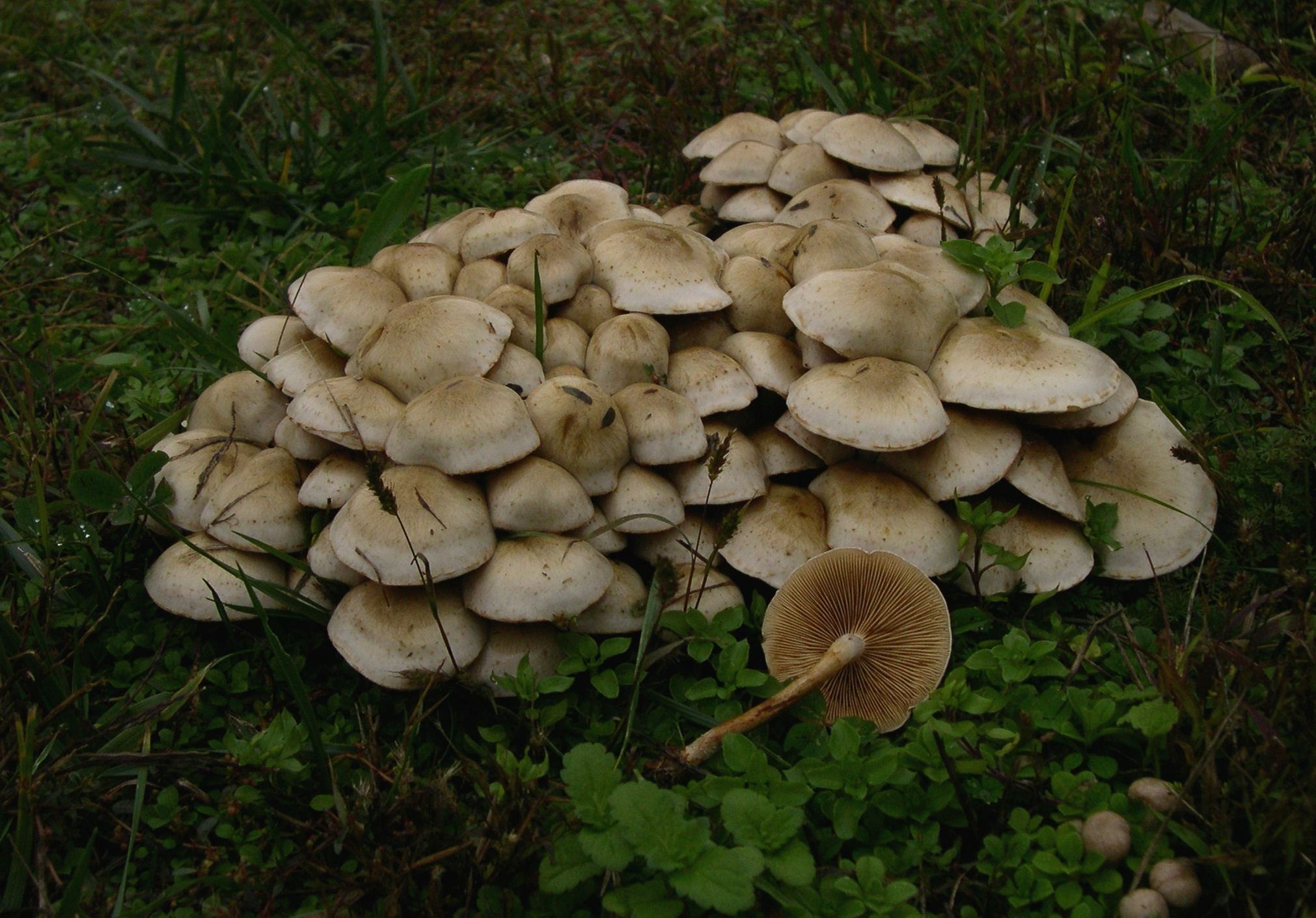
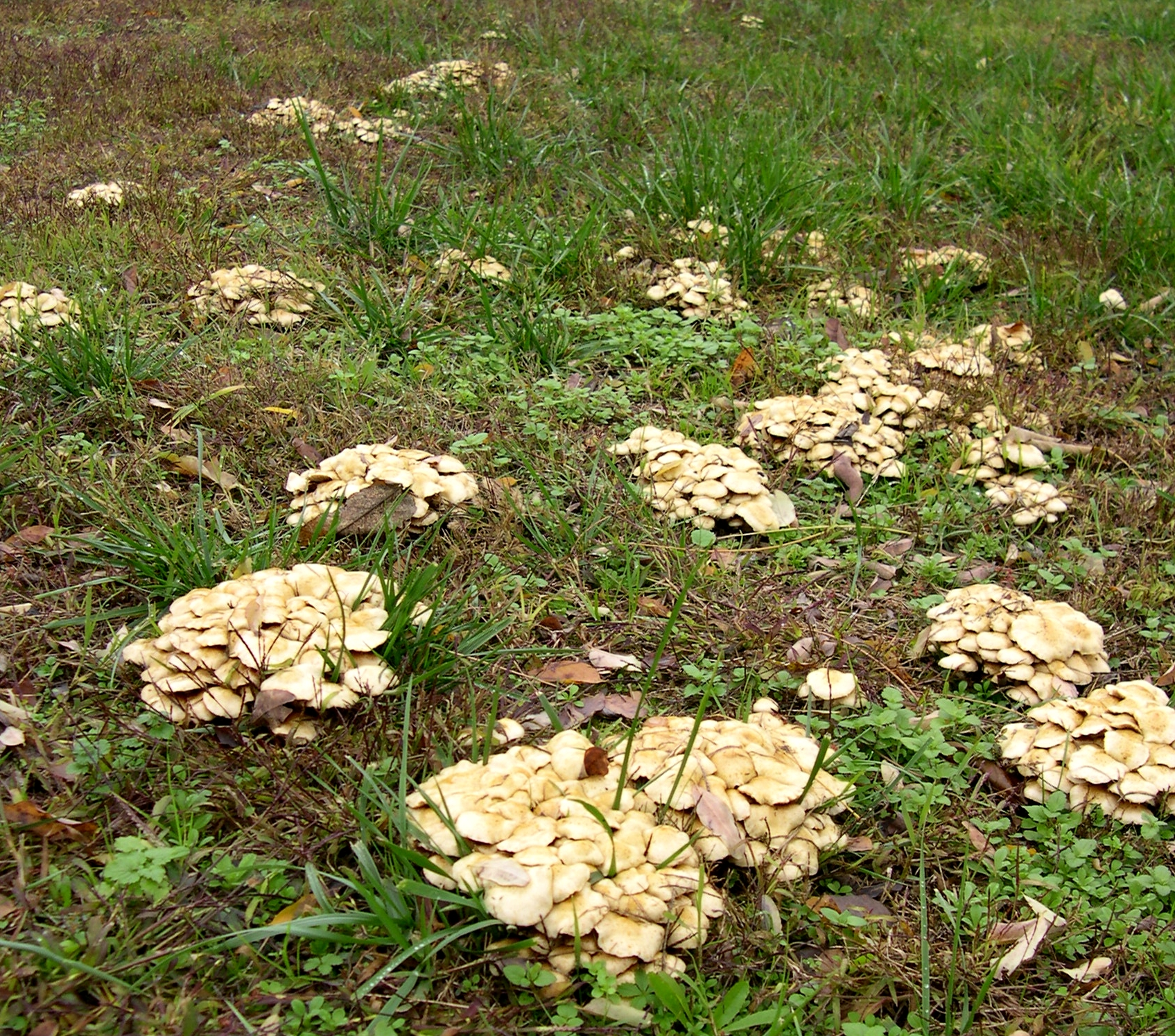
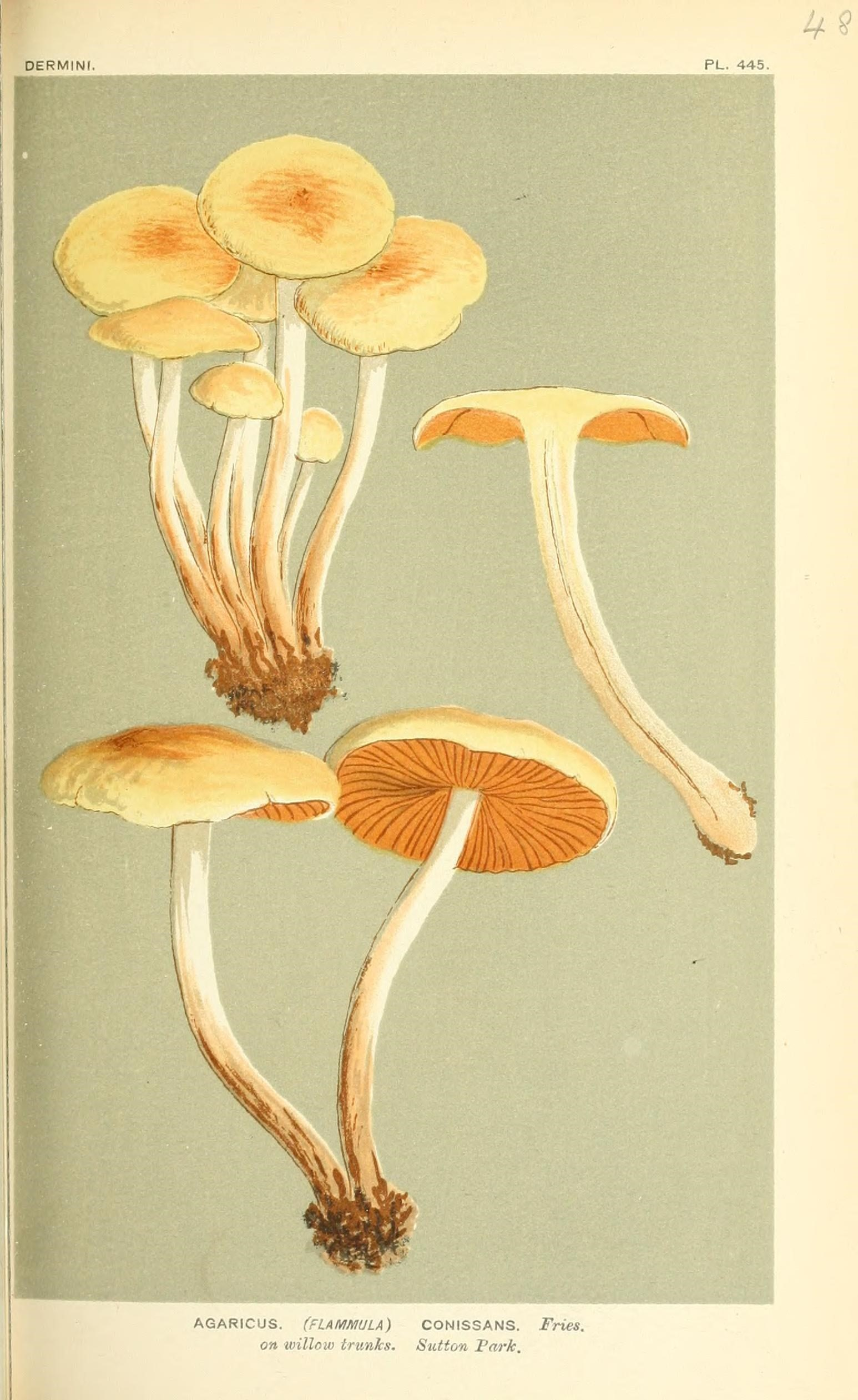

Nem ehető. 